# Twin Forks (EP)
Twin Forks é o EP auto-intitulado, lançado pelo grupo Twin Forks em 17 de Setembro de 2013 pela gravadora Dine Alone Records. O EP recebeu ótimas críticas por sites como Alternative Press.

## Aparição na Mídia
"Back To You" foi incluída no episódio piloto da série do canal CW, Reign

## Faixas
| N.º | Título                   | Duração |  |
| 1.  | "Back to You"            | 2:51    |  |
| 2.  | "Something We Just Know" | 2:52    |  |
| 3.  | "Cross My Mind"          | 3:35    |  |
| 4.  | "Can't Be Broken"        | 3:37    |  |
| 5.  | "Scraping Up the Pieces" | 2:49    |  |

## Posições de chart
| Chart (2013)                                  | Posição |
| --------------------------------------------- | ------- |
| Estados Unidos (Billboard Top Heatseekers)    | 7       |
| Estados Unidos (Billboard Independent Albums) | 46      |